# Rhodanthidium septemdentatum
Rhodanthidium septemdentatum är en biart som först beskrevs av Pierre André Latreille 1809.  Rhodanthidium septemdentatum ingår i släktet Rhodanthidium och familjen buksamlarbin.

## Underarter
Arten delas in i följande underarter:
- R. s. ruficinctum
- R. s. septemdentatum